# 121717 Josephschepis
121717 Josephschepis este o planetă minoră (asteroid) din centura de asteroizi. A fost descoperită pe 7 decembrie 1999 la Catalina Station⁠(d) de Catalina Sky Survey. 
Obiectul prezintă o orbită caracterizată de o semiaxă mare de 3,0425509428521 UAi, o excentricitate de 0,13, o înclinație de 9,9 ° în raport cu ecliptica.